# Борго Вила - Ил Пођо (Асти)
Борго Вила - Ил Пођо је насеље у Италији у округу Асти, региону Пијемонт.
Према процени из 2011. у насељу је живело 137 становника. Насеље се налази на надморској висини од 187 м.